# Kvacksalveri

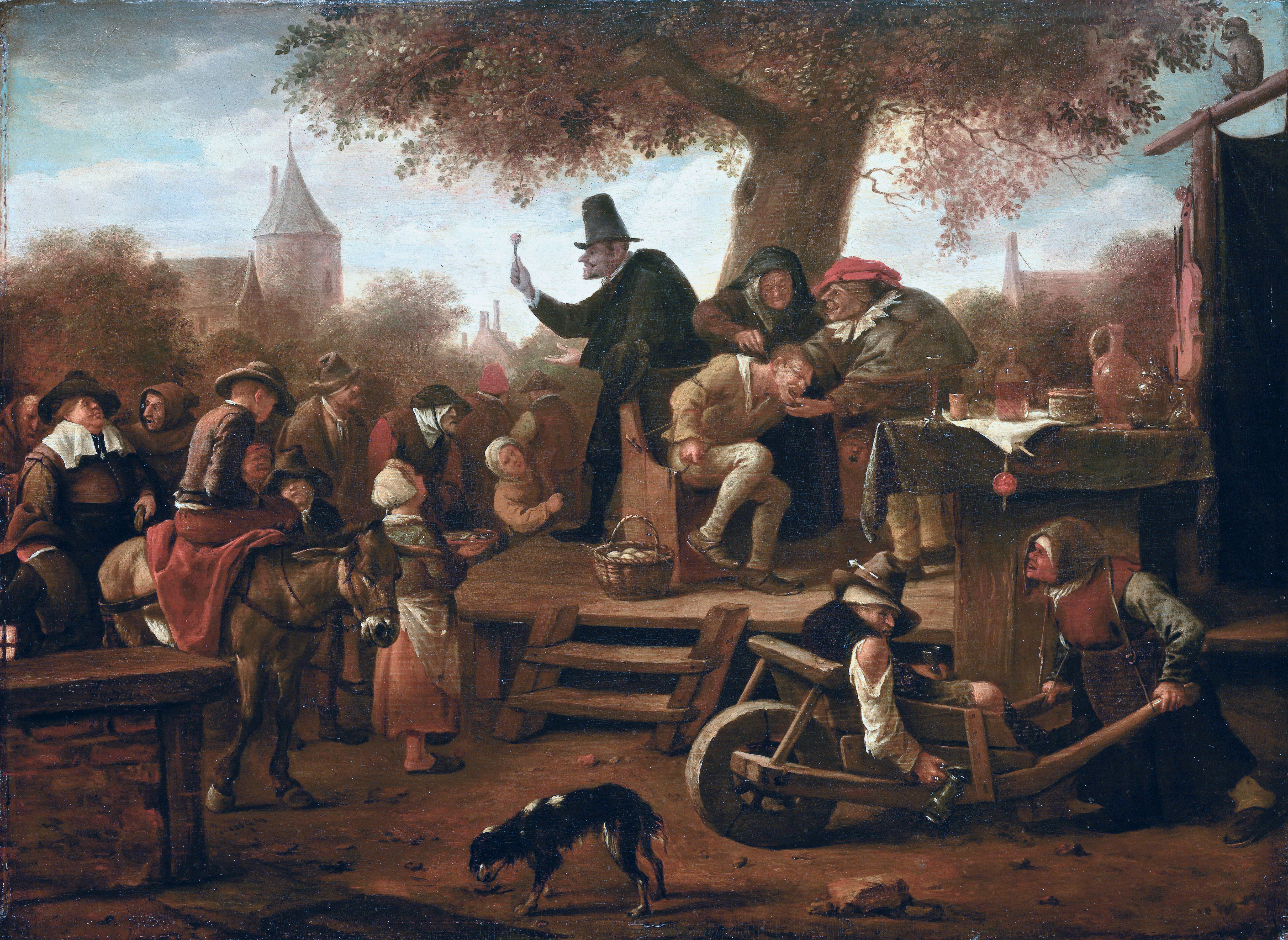
Jan Steen - De kwakzalver (1650-talet)

Kvacksalveri är en verksamhet där man utan erforderliga kunskaper ger verkningslösa eller farliga medicinska eller påstått medicinska behandlingar. En person som ger sådana behandlingar kallas för kvacksalvare.
Förbud mot olika former av kvacksalveri finns i många länder. Sådana förbud innebär en avvägning eftersom individer i ett fritt samhälle kan anses ha rätt att betala för behandlingar som de önskar få, även om dessa inte har vetenskapligt stöd. I Sverige regleras detta i Patientsäkerhetslagen. Behandling av vissa allvarliga sjukdomar, som cancer och epilepsi, och genomförande av invasiva ingrepp får endast utföras av legitimerade yrkesutövare som läkare eller tandläkare.
Ett tänkbart exempel på kvacksalveri är tvivelaktig marknadsföring av bantningspreparat med påstått fantastiska egenskaper ("mirakelpiller"). I strikt bemärkelse är en kvacksalvare en person som utan behörighet utövar medicinsk verksamhet som är reserverad för läkare eller tandläkare. Det har tidigare varit en brottsrubricering i svensk lagstiftning; förbudet kvarstår, men termen kvacksalveri används inte längre i lagtexten.
I vidare bemärkelse har ordet kommit att användas i betydelsen att utan kunskaper och utbildning utföra arbetsuppgifter, eller inkomma med åsikter, inom områden som kräver formell kompetens.
Alternativmedicin är synonymt med kvacksalveri och begreppet introducerades i mitten av 1970-talet som en samlande beteckning för behandlingar som bland annat tidigare gick under beteckningen kvacksalveri, bland annat naprapati.

## Exempel
Exempel på behandlingar utan vetenskapligt stöd som ibland kallas för kvacksalveribehandlingar:
- Homeopati
- Zonterapi
- Magnetsmycken
- Healing
- Öronljus
- Bioresonans frekvensterapi[3]
- Kraniosakralterapi
- Behandling med kolloidalt silver, så kallat silvervatten

## Ordets ursprung
Ordet kvacksalvare kommer ursprungligen från tyskans quacksalber. Ordet har sannolikt sitt ursprung av orden quacken (att kvacka, prata) samt salva och innebär troligtvis en person, bluffmakare eller charlatan, som uttalar besvärjelser i samband med användandet av sina salvor. En alternativ tolkning är att beteckningen härrör från "Quecksalber", en person som använder insmörjningar med kvicksilversalvor för att bota sjukdomar.

## Äldre svenska regler mot kvacksalveri
Den äldsta svenska regleringen på området var Apotekarsocietetens privilegier 10 april 1675 (förnyade 28 juni 1683) som avsåg skydd för apotekarna i deras yrkesutövning, bland annat "emot alt ingrep, förfång och prejudice af materialister, quaksalware, empiricis och andre, som stryka kring landet... och under hvarjehanda sken och inbillningar, både offenteligen och oförmärckt, ... utprånglat deras förmengde och odugelige medikamenter och salwor". Genom medicinalordningarna 30 oktober 1688 skyddades däremot läkarna mot intrång av kvacksalvare, och tillsynen sköttes av Collegium medicorum.
21 september 1915 infördes en ny lag på området. Där angavs i detalj
vilka som hade behörighet att utöva medicinsk verksamhet. Lagen innehöll också förbud utfärdats mot vissa typer av kvacksalveri. Om någon obehörig mot ersättning behandlade venerisk sjukdom, tuberkulos, cancer eller smittsam sjukdom som var föremål för särskilda föreskrifter, eller genomförde hypnotisk behandling eller allmän bedövning, angav lagen ett bötesstraff från 50 till 1 000 kronor. Vid yrkesmässigt utövande kunde straffet höjas till fängelse i högst ett år. Samma bötesstraff kunde utdömas om någon obehörig och yrkesmässigt genomfört behandling som kunde medföra fara för liv eller hälsa, såvida inte Strafflagens bestämmelser var tillämpliga. Apoteksvarustadgan av 14 november 1913 gjorde det också förbjudet för andra än apoteksföreståndare att sälja apoteksvaror, med vissa undantag. Straffet var böter från 10 till 1 000 kronor.
1960 infördes Lag om förbud i vissa fall mot verksamhet på hälso- och sjukvårdens område.

## Källhänvisningar
1. ↑  Se t.ex. DN
2. ↑  ”Kvacksalveriet – hett debattämne under hela seklet”. Arkiverad från originalet den 12 oktober 2017. https://web.archive.org/web/20171012154605/http://lakartidningen.se/OldPdfFiles/2004/27831.pdf. Läst 31 augusti 2018.
3. ↑   
svenska.yle.fi 16 dec 2019, läst 17 dec 2019.
4. ↑  Svenska Akademiens ordbok: kvacksalvare
5. ↑  ”Hundrafemtio års missbruk av kvicksilver och amalgam”. http://art-bin.com/art/hanson_sw.html.
6. ↑  Kvacksalfvare i Nordisk familjebok (andra upplagan, 1911)
7. ↑  Kvacksalfvare i Nordisk familjebok (andra upplagans supplement, 1924)